# Illice ruptifascia
Illice ruptifascia är en fjärilsart som beskrevs av Bao-kun Zhang och Mcd. Illice ruptifascia ingår i släktet Illice och familjen björnspinnare. Inga underarter finns listade i Catalogue of Life.